# Didda

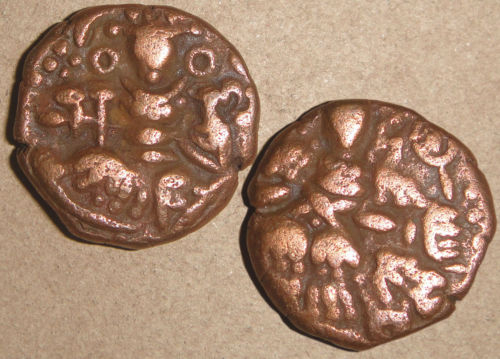
Queen Didda coin

Didda, född 930, död 1003, var regent i Kashmir mellan 958 och 1003; från 980 som monark. Hon var först ställföreträdande regent för sin son och sonsöner, och slutligen regerande drottning. Hon är vid sidan av Rudrama Devi av Kakatiya en av få kvinnliga regenter under denna tid. 

## Biografi
Didda var dotter till kung Simharāja av Lohara, och gifte sig med kung Ksemagupta av Kashmir. Hon var uppenbarligen sin fars arvtagare, för det uppges att kungariket Lohara förenades med Kashmir efter deras giftermål. Hon bedöms ha haft inflytande på sin makes politik, då man har funnit mynt med bilder av dem båda, som om de vore samregenter. 

### Första regentskap
Efter makens död 958 efterträddes han av sin omyndige son Abhimanyu II, och Didda, så som hans mor och förmyndare, Kashmirs regent. Hon mötte opposition från adeln, som gjorde uppror, men etablerade sin makt genom att med hjälp av mutade anhängare slå ned upproret och rensa ut och avrätta ministrar, rebeller och deras familjer. 

### Andra regentskap
När hennes son dog ung 972 efterträddes han av hennes omyndige sonson Nandigupta, och hon rikets regent under hans omyndighet. Didda ska 973 ha avsatt honom, och fortsatte sedan som regent som förmyndare för hans efterträdare och yngre bror Tribhuvanagupta; 975 avsatte hon även denna, och fortsatte som regent för sin yngste sonson, Bhimagupta. 

### Monark
År 980 avsatte och mördade Didda sin tredje sonson med hjälp av sin älskare, herden Tunga, och besteg då själv tronen som regerande drottning och monark med Tunga som premiärminister. Under hela sin regering stod hon ofta i konflikt med adeln eller de feodala jordägarna, Dāmaras, men lyckades framgångsrikt säkra sin makt: först med våld, och efter sin tronbestigning med hjälp av diplomati, som Tunga ska ha varit skicklig på. 
Didda upprätthöll en stabil regering till sin död och betraktas som en framgångsrik regent. Hon adopterade sin brorson/systerson Samgrāmarāja som sin tronarvinge i Kashmir och grundade därmed Loharadynastin, men delade i sitt testamente på riket och lämnade Lohara till sin andra tronarvinge Vigraharāja. 